# Johanna Larsson
Johanna Larsson (* 17. August 1988 in Boden) ist eine ehemalige schwedische Tennisspielerin.

## Karriere
Larsson begann im Alter von fünf Jahren mit dem Tennissport. Sie fiel bis zum Sommer 2010 vor allem auf ITF-Turnieren auf, bei denen sie insgesamt 13 Einzel- und 17 Doppeltitel gewann. Auf der WTA Tour sorgte sie erstmals für Aufsehen, als sie im Juli 2010 beim Turnier in Portorož als Ungesetzte ohne Satzverlust das Finale erreichte. Sie gewann ihren ersten WTA-Doppeltitel 2010 beim Turnier in Québec, 2011 folgte ein weiterer in Kopenhagen.
2011 erreichte sie bei den WTA-Turnieren von Acapulco und Estoril zudem jeweils das Halbfinale. Im Juli rangierte sie nach ihrer Finalteilnahme beim Sandplatzturnier in Båstad (Niederlage gegen Polona Hercog) auf Rang 46 und damit erstmals in den Top 50 der WTA-Weltrangliste.
In der Saison 2014 erzielte sie ihr bestes Abschneiden bei einem Grand-Slam-Turnier; sowohl bei den French Open als auch bei den US Open stand sie im Einzel in der dritten Runde. Im Jahr 2016 erreichte sie ein zweites Mal die dritte Runde bei den US Open.
Im Januar 2015 gewann Larsson in Hobart ihren dritten WTA-Doppeltitel; im Juli sicherte sie sich dann beim Turnier in Båstad ihren ersten WTA-Titel im Einzel und zudem den vierten im Doppel. Im Jahr 2016 gewann sie ihren fünften Doppeltitel beim WTA-Turnier von Nürnberg. Die letzten drei Doppelerfolge feierte sie an der Seite von Kiki Bertens. Beim WTA-Turnier von Seoul im September 2016 gewann sie den sechsten Doppeltitel an der Seite von Kirsten Flipkens. Mit Bertens sicherte sie sich dann weitere Titel in Linz und Luxemburg sowie im Januar 2017 in Auckland. Mit dem Sieg beim WTA-Turnier in Gstaad erreichte sie ihren zehnten Turniersieg im Damendoppel und mit den Turniersiegen beim WTA-Turnier von Seoul und Linz erhöhten sich die Turniersiege auf zwölf. Ende des Jahres qualifizierten sich Larsson und Bertens für das WTA-Turnier in Singapur, der besten acht Damen-Doppelteams. Obwohl sie als achtes und letztes Team den Sprung schafften, gewannen sie als Außenseiter sowohl das Viertel- als auch das Halbfinale. Erst im Final unterlagen sie knapp dem Doppel Tímea Babos/Andrea Hlaváčková mit 6:4, 4:6 und [5:10]. Ihre bislang beste Position in der Doppelweltrangliste erreichte sie im Oktober 2017 mit Platz 20.
Im Doppel erzielte sie ihre besten Resultate bei Grand-Slam-Turnieren 2015 bei den Australian Open und 2016 bei den French Open, jeweils mit dem Einzug ins Viertelfinale an der Seite von Kiki Bertens.
Ab 2005 hat Larsson 85 Partien für die schwedische Fed-Cup-Mannschaft bestritten, von denen sie 52 gewonnen hat.
In der deutschen Tennis-Bundesliga spielte Larsson 2006, 2010, 2011, 2012 und 2013 für den TEC Waldau, 2009 und 2015 für den TC Rüppurr Karlsruhe. Von ihren 50 Bundesligamatches konnte sie 33 gewinnen, davon 16 im Einzel. Sie wurde 2014 mit dem TC Blau-Weiss Bocholt und 2016 sowie 2017 mit dem TC Rot-Blau Regensburg jeweils deutscher Mannschaftsmeister.
Am 8. Februar 2020 gab sie ihr Karriereende bekannt.

## Turniersiege

### Einzel
| Nr. | Datum            | Turnier       | Kategorie         | Belag             | Finalgegnerin              | Ergebnis       |
| --- | ---------------- | ------------- | ----------------- | ----------------- | -------------------------- | -------------- |
| 1.  | 15. Mai 2005     | Falkenberg    | ITF $10.000       | Sand              | Sofia Arvidsson            | 6:1, 6:3       |
| 2.  | 21. Mai 2006     | Falkenberg    | ITF $10.000       | Sand              | Anne Schäfer               | 6:2, 7:65      |
| 3.  | 29. April 2007   | Bol           | ITF $10.000       | Sand              | Tereza Mrdeza              | 6:1, 6:3       |
| 4.  | 4. November 2007 | Stockholm     | ITF $10.000       | Hartplatz (Halle) | Nadja Roma                 | 6:2, 6:1       |
| 5.  | 10. Februar 2008 | Sutton        | ITF $25.000       | Hartplatz (Halle) | Andrea Hlaváčková          | 7:5, 6:0       |
| 6.  | 17. Februar 2008 | Stockholm     | ITF $25.000       | Hartplatz (Halle) | Barbora Záhlavová-Strýcová | 0:6, 6:1, 7:61 |
| 7.  | 11. Oktober 2009 | Barnstaple    | ITF $50.000       | Hartplatz (Halle) | Pauline Parmentier         | 6:2, 6:2       |
| 8.  | 25. Oktober 2009 | Glasgow       | ITF $25.000       | Hartplatz (Halle) | Melanie South              | 6:1, 1:6, 6:3  |
| 9.  | 28. Februar 2010 | Biberach      | ITF $50.000       | Hartplatz (Halle) | Romina Oprandi             | 4:6, 6:2, 6:2  |
| 10. | 14. März 2010    | Clearwater    | ITF $25.000       | Hartplatz         | Zhang Shuai                | 7:64, 6:0      |
| 11. | 28. März 2010    | Jersey        | ITF $10.000       | Hartplatz (Halle) | Anna Smith                 | 6:2, 6:3       |
| 12. | 8. Juli 2012     | Biella        | ITF $100.000      | Sand              | Anna Tatischwili           | 6:3, 6:4       |
| 13. | 19. Juli 2015    | Båstad        | WTA International | Sand              | Mona Barthel               | 6:3, 7:62      |
| 14. | 16. Juli 2017    | Contrexéville | ITF $100.000      | Sand              | Tatjana Maria              | 6:1, 6:4       |
| 15. | 26. Mai 2018     | Nürnberg      | WTA International | Sand              | Alison Riske               | 7:64, 6:4      |

### Doppel
| Nr. | Datum              | Turnier           | Kategorie         | Belag             | Partnerin          | Finalgegnerinnen                                 | Ergebnis          |
| --- | ------------------ | ----------------- | ----------------- | ----------------- | ------------------ | ------------------------------------------------ | ----------------- |
| 1.  | 14. Mai 2005       | Falkenberg        | ITF $10.000       | Sand              | Mari Andersson     | Natalia Kołat Monika Schneider                   | 6:1, 6:1          |
| 2.  | 25. Juni 2005      | Oslo              | ITF $10.000       | Sand              | Nadja Roma         | Kristina Andlovic Karoline Borgersen             | 6:4, 6:4          |
| 3.  | 6. Oktober 2007    | Nantes            | ITF $25.000       | Hartplatz (Halle) | Sofia Arvidsson    | Melanie South Caroline Maes                      | 4:6, 7:5, [10:7]  |
| 4.  | 20. Oktober 2007   | Glasgow           | ITF $25.000       | Hartplatz (Halle) | Sofia Arvidsson    | Veronika Chvojková Kathrin Wörle                 | 6:2, 6:3          |
| 5.  | 4. November 2007   | Stockholm         | ITF $10.000       | Hartplatz (Halle) | Nadja Roma         | Diana Eriksson Hanne-Skak Jensen                 | 6:72, 6:3, [10:6] |
| 6.  | 19. Januar 2008    | Sunderland        | ITF $10.000       | Hartplatz (Halle) | Anna Smith         | Martina Babáková Iveta Gerlová                   | 6:1, 3:6, [10:3]  |
| 7.  | 15. Februar 2008   | Stockholm         | ITF $25.000       | Hartplatz (Halle) | Anna Smith         | Neda Kozić Ivana Lisjak                          | 6:0, 7:5          |
| 8.  | 28. September 2008 | Shrewsbury        | ITF $75.000       | Hartplatz (Halle) | Anna Smith         | Sarah Borwell Courtney Nagle                     | 7:66, 6:4         |
| 9.  | 3. Oktober 2008    | Helsinki          | ITF $25.000       | Hartplatz (Halle) | Emma Laine         | Patricia Mayr-Achleitner Marie-Eve Pelletier     | 6:4, 6:2          |
| 10. | 27. Juni 2009      | Kristinehamn      | ITF $25.000       | Sand              | Hanne-Skak Jensen  | Sofia Arvidsson Sandra Roma                      | 7:65, 6:2         |
| 11. | 2. August 2009     | Bad Saulgau       | ITF $25.000       | Sand              | Hanne-Skak Jensen  | Yurika Sema Darija Jurak                         | 6:2, 6:3          |
| 12. | 11. Oktober 2009   | Barnstaple        | ITF $50.000       | Hartplatz (Halle) | Anna Smith         | Emma Laine Kelly Anderson                        | 7:5, 6:4          |
| 13. | 20. März 2010      | Fort Walton Beach | ITF $15.000       | Hartplatz         | Chanelle Scheepers | Christina Fusano Courtney Nagle                  | 2:6, 7:64, [10:7] |
| 14. | 13. Juni 2010      | Marseille         | ITF $100.000      | Sand              | Yvonne Meusburger  | Stéphanie Cohen-Aloro Aurélie Védy               | 6:4, 6:2          |
| 15. | 19. September 2010 | Québec            | WTA International | Hartplatz (Halle) | Sofia Arvidsson    | Bethanie Mattek-Sands Barbora Záhlavová-Strýcová | 6:1, 2:6, [10:6]  |
| 16. | 12. Juni 2011      | Kopenhagen        | WTA International | Hartplatz (Halle) | Jasmin Wöhr        | Kristina Mladenovic Katarzyna Piter              | 6:3, 6:3          |
| 17. | 24. Juli 2011      | Pétange           | ITF $100.000      | Sand              | Jasmin Wöhr        | Anna-Lena Grönefeld Kristina Barrois             | 7:62, 6:4         |
| 18. | 5. Mai 2014        | Cagnes-sur-Mer    | ITF $100.000      | Sand              | Kiki Bertens       | Tatiana Búa Daniela Seguel                       | 7:64, 6:4         |
| 19. | 17. Januar 2015    | Hobart            | WTA International | Hartplatz         | Kiki Bertens       | Witalija Djatschenko Monica Niculescu            | 7:5, 6:3          |
| 20. | 19. Juli 2015      | Båstad            | WTA International | Sand              | Kiki Bertens       | Tatjana Maria Olha Sawtschuk                     | 7:5, 6:4          |
| 21. | 21. Mai 2016       | Nürnberg          | WTA International | Sand              | Kiki Bertens       | Shūko Aoyama Renata Voráčová                     | 6:3, 6:4          |
| 22. | 25. September 2016 | Seoul             | WTA International | Hartplatz         | Kirsten Flipkens   | Akiko Omae Peangtarn Plipuech                    | 6:2, 6:3          |
| 23. | 16. Oktober 2016   | Linz              | WTA International | Hartplatz (Halle) | Kiki Bertens       | Anna-Lena Grönefeld Květa Peschke                | 4:6, 6:2, [10:7]  |
| 24. | 22. Oktober 2016   | Luxemburg         | WTA International | Hartplatz (Halle) | Kiki Bertens       | Monica Niculescu Patricia Maria Țig              | 4:6, 7:5, [11:9]  |
| 25. | 7. Januar 2017     | Auckland          | WTA International | Hartplatz         | Kiki Bertens       | Demi Schuurs Renata Voráčová                     | 6:2, 6:2          |
| 26. | 23. Juli 2017      | Gstaad            | WTA International | Sand              | Kiki Bertens       | Viktorija Golubic Nina Stojanović                | 7:64, 4:6, [10:7] |
| 27. | 24. September 2017 | Seoul             | WTA International | Hartplatz         | Kiki Bertens       | Luksika Kumkhum Peangtarn Plipuech               | 6:4, 6:1          |
| 28. | 15. Oktober 2017   | Linz              | WTA International | Hartplatz (Halle) | Kiki Bertens       | Natela Dsalamidse Xenia Knoll                    | 3:6, 6:3, [10:4]  |
| 29. | 29. Juni 2018      | Southsea          | ITF $100.000      | Rasen             | Kirsten Flipkens   | Alicja Rosolska Abigail Spears                   | 6:4, 3:6, [11:9]  |
| 30. | 15. Oktober 2018   | Linz              | WTA International | Hartplatz (Halle) | Kirsten Flipkens   | Raquel Atawo Anna-Lena Grönefeld                 | 4:6, 6:4, [10:5]  |
| 31. | 23. Juni 2019      | Mallorca          | WTA International | Rasen             | Kirsten Flipkens   | María José Martínez Sánchez Sara Sorribes Tormo  | 6:2, 6:4          |

## Abschneiden bei Grand-Slam-Turnieren

### Einzel
| Turnier         | 2008 | 2009 | 2010 | 2011 | 2012 | 2013 | 2014 | 2015 | 2016 | 2017 | 2018 | 2019 | 2020  | Karriere |
| --------------- | ---- | ---- | ---- | ---- | ---- | ---- | ---- | ---- | ---- | ---- | ---- | ---- | ----- | -------- |
| Australian Open | —    | Q1   | —    | 1    | 1    | 1    | 1    | 2    | 2    | —    | 1    | 2    | 1     | 2        |
| French Open     | Q2   | —    | 2    | 2    | 1    | 2    | 3    | 1    | 2    | 2    | 1    | 2    | —     | 3        |
| Wimbledon       | Q2   | —    | Q1   | 1    | 1    | 1    | 1    | 1    | 1    | 1    | 1    | Q1   | n. a. | 1        |
| US Open         | Q3   | —    | 1    | 1    | 1    | 1    | 3    | 1    | 3    | 1    | 2    | 1    | —     | 3        |

Zeichenerklärung: S = Turniersieg; F, HF, VF, AF = Einzug ins Finale / Halbfinale / Viertelfinale / Achtelfinale; 1, 2, 3 = Ausscheiden in der 1. / 2. / 3. Hauptrunde; Q1, Q2, Q3 = Ausscheiden in der 1. / 2. / 3. Runde der Qualifikation; n. a. = nicht ausgetragen

### Doppel
| Turnier         | 2010 | 2011 | 2012 | 2013 | 2014 | 2015 | 2016 | 2017 | 2018 | 2019 | Karriere |
| --------------- | ---- | ---- | ---- | ---- | ---- | ---- | ---- | ---- | ---- | ---- | -------- |
| Australian Open | —    | 2    | 1    | 1    | —    | VF   | 1    | 2    | 1    | AF   | VF       |
| French Open     | —    | 2    | 1    | 1    | —    | 1    | VF   | AF   | AF   | HF   | HF       |
| Wimbledon       | —    | 1    | 1    | 1    | —    | 1    | 2    | 1    | AF   | 2    | AF       |
| US Open         | 1    | 1    | 1    | 2    | —    | AF   | 2    | AF   | 2    | 1    | AF       |

### Mixed
| Turnier         | 2018 | 2019 | Karriere |
| --------------- | ---- | ---- | -------- |
| Australian Open | VF   | 1    | VF       |
| French Open     | —    | —    | —        |
| Wimbledon       | AF   | —    | AF       |
| US Open         | —    | —    | —        |